# The Brink
The Brink foi uma série de televisão americana criada pelos irmãos Roberto Benabib e Kim Benabib, estrelada por Jack Black, Tim Robbins, Pablo Schreiber e Eric Ladin nos papeis principais. A série usa um tom de sátira política para contar uma crise geopolítica em uma parte do mundo, envolvendo vários personagens. Cada temporada segue uma crise geopolítica diferente. A primeira temporada centra-se sobre a crise entre os Estados Unidos e Paquistão.
A série estreou em 21 de junho de 2015 na rede de televisão a cabo americana HBO. A serie foi inicialmente renovada para uma segunda temporada, enquanto a primeira temporada ainda estava sendo exibida, mas foi cancelada pela HBO após o término de sua primeira temporada.

## Sinopse
A série tem como enredo uma crise geopolítica e seu efeito sobre três homens díspares e desesperados: Walter Larson, um Secretário de Estado dos Estados Unidos, Alex Talbot, um oficial de serviços estrangeiros e Zeke Tilson, um piloto de caça da Marinha. Esses três personagens têm a missão de resolver o caos em torno deles e salvar o mundo da III Guerra Mundial.

## Elenco

### Principal
- Jack Black como Alex Talbot, funcionário da embaixada do EUA em Islamabad[1]
- Tim Robbins como Walter Larson, Secretário de Estado dos Estados Unidos[1]
- Pablo Schreiber como tenente-comandante Zeke "Z-Pak" Tilson[1][5]
- Aasif Mandvi como Rafiq Massoud, paquistanês funcionário da Embaixada dos Estados Unidos
- Maribeth Monroe como Kendra Peterson, assistente de Walter Larson[1]
- Eric Ladin como tenente Glenn "Jammer" Taylor, oficial de vôo naval de Zeke.
- Geoff Pierson como Pierce Gray, Secretário de Defesa dos Estados Unidos.
- Esai Morales como Julian Navarro, Presidente dos Estados Unidos[6]

### Recorrente
- Mimi Kennedy como Susan Buckley, diretora da CIA
- Jaimie Alexander como tenente Gail Sweet, namorada de Zeke
- Melanie Chandra como Fareeda Massoud, irmã de Rafiq Massoud
- Mary Faber como Ashley, ex-mulher de Zeke
- Meera Syal como Naeema, mãe de Rafiq Massoud
- Carla Gugino como Joanne Larson, esposa de Walter Larson[7]
- John Larroquette como Robert Kittredge
- Rex Linn como general McBride
- Iqbal Theba como General Umair Zaman
- Rob Brydon como Martin[8]
- Michelle Gomez como Vanessa[8]
- Bernard White como General Haroon Raja
- Iris Bahr como  Talia Levy

## Episódios
| #  | Título                       | Director(es)    | Escritor(es)                                 | Exibição original    | Audência (em milhões) |
| -- | ---------------------------- | --------------- | -------------------------------------------- | -------------------- | --------------------- |
| 1  | "Pilot"                      | Jay Roach       | Roberto Benabib & Kim Benabib                | 21 de junho de 2015  | 1.60                  |
| 2  | "Half-Cocked"                | Tim Robbins     | Roberto Benabib & Kim Benabib                | 28 de junho de 2015  | 1.26                  |
| 3  | "Baghdad My Ass"             | Jon Poll        | Roberto Benabib & Kim Benabib                | 5 de julho de 2015   | 1.17                  |
| 4  | "I'll Never Be Batman"       | Michael Lehmann | Dave Holstein                                | 12 de julho de 2015  | 0.99                  |
| 5  | "Swim, Shmuley, Swim"        | J. Michael Muro | Jack Kukoda                                  | 19 de julho de 2015  | 1.06                  |
| 6  | "Tweet Tweet Tweet"          | Michael Lehmann | Sam Forman                                   | 26 de julho de 2015  | 0.97                  |
| 7  | "Sticky Wicket"              | Scott Winant    | Aasif Mandvi                                 | 2 de agosto de 2015  | 1.00                  |
| 8  | "Who's Grover Cleveland?"    | Michael Lehmann | Wes Jones                                    | 9 de agosto de 2015  | 0.89                  |
| 9  | "Just a Little Crazy Talk"   | Adam Bernstein  | Roberto Benabib, Kim Benabib & Dave Holstein | 16 de agosto de 2015 | 0.94                  |
| 10 | "There Will Be Consequences" | Michael Lehmann | Roberto Benabib, Kim Benabib & Dave Holstein | 23 de agosto de 2015 | 0.87                  |

## Recepção
The Brink recebeu críticas mistas. O site Rotten Tomatoes deu a primeira temporada uma classificação de 54%, com base em 35 comentários, com uma classificação média de 5,7/10. O site Critical consensus descreveu a série como; "The Brink evitou um desastre graças aos esforços de um elenco talentoso, mas eles e os espectadores mereciam um sátira política com uma toque mais afiado." O Site Metacritic deu a primeira temporada uma pontuação de 52 de 100, com base em comentários de 30 críticos, indicando "críticas mistas ou médias".

## Ligação externa
- «Sítio oficial»
- The Brink. no IMDb.